# نشست بین‌المللی نصف‌النهار
نشست بین‌المللی نصف‌النهار در اکتبر ۱۸۸۴ در واشینگتن دی سی ایالات متحده برای تعیین نصف‌النهار مبدأ برای استفاده بین‌المللی برگزار شد. این نشست بر اساس درخواست رئیس‌جمهور آمریکا چستر آرتور برگزار شد. موضوع مورد بحث، انتخاب «یک نصف‌النهار بود که به عنوان مبدأ مشترک از طول جغرافیایی و استاندارد محاسبه زمان در سراسر جهان استفاده شود.» نتیجه این نشست انتخاب نصف‌النهار گرینویچ به عنوان استاندارد بین‌المللی برای طول جغرافیایی صفر بود.

## زمینه
در دهه ۱۸۷۰، فشار برای ایجاد یک نصف‌النهار برای اهداف ناوبری جهانی و متحد کردن زمان محلی برای جدول زمانی راه‌آهن وجود داشت. اولین کنگره بین‌المللی جغرافیایی که در سال ۱۸۷۱ در آنتورپ برگزار شد، یک پیشنهاد به نفع استفاده از نصف‌النهار گرینویچ برای مقیاس (مقیاس کوچکتر) در نظر گرفت که این امر در عرض ۱۵ سال اجباری می‌شد.

## شرکت کنندگان
در همایش، ۲۶ کشور با ۴۱ نماینده حضور داشتند:
| - اتریش-مجارستان - برزیل - شیلی - کلمبیا - کاستاریکا - دانمارک (غایب) - فرانسه | - امپراتوری آلمان - امپراتوری بریتانیا، شامل نمایندگانی از - راج بریتانیا - کانادا - گواتمالا - پادشاهی هاوایی - ایتالیا | - امپراتوری ژاپن - لیبریا - مکزیک - هلند - امپراتوری عثمانی - پاراگوئه - امپراتوری روسیه | - السالوادور - جمهوری دومینیکن - اسپانیا - سوئد-نروژ - سوئیس - ایالات متحده آمریکا - ونزوئلا |